# クラスメイトは大友花恋!
『クラスメイトは大友花恋!』（クラスメイトはおおともかれん）は、文化放送をキーステーションに、NRN系で放送中の『レコメン!』内で放送されたラジオ番組。

## 概要
女優・大友花恋が恋愛、友達、本、将来などの話題をリスナーと一緒に話しているようにトークしていく番組。
番組1周年に際し、大友は「（この番組は）自由でありのままの私で居られる場所」だと自身のブログに綴っている。

## パーソナリティ
- 大友花恋

## 放送時間
| 放送対象地域 | 放送局名            | 放送系列 | 放送時間           | 備考   |
| ------------ | ------------------- | -------- | ------------------ | ------ |
| 関東広域圏   | 文化放送            | NRN      | 水曜 23:30 - 23:45 | 制作局 |
| 秋田県       | 秋田放送            | NRN      | 水曜 23:30 - 23:45 |        |
| 福島県       | ラジオ福島          | NRN      | 水曜 23:30 - 23:45 |        |
| 静岡県       | 静岡放送            | NRN      | 水曜 23:30 - 23:45 |        |
| 京都府       | 京都放送（KBS京都） | NRN      | 水曜 23:30 - 23:45 |        |
| 愛媛県       | 南海放送            | NRN      | 水曜 23:30 - 23:45 |        |
| 兵庫県       | ラジオ関西          |          | 水曜 23:30 - 23:45 |        |

## 番組コーナー
コミミサンド
リスナーが出会った「本当?」と思うような情報を募集するコーナー。
それって花恋ルール!
意味があるか分からないけどやっているルールを募集するコーナー。大友と一致した場合は「花恋ルール」に認定される。
事務所NGギリギリライン
大友に演じてもらいたいキャラクターと短いセリフを募集するコーナー。
カレッター
リスナーが思った様々な事をTwitterでつぶやくように短い文章で募集するコーナー。
この他、悩みや質問なども募集している。

## ゲスト
2017年
- 11月22日、11月29日 - 永野芽郁、横田真悠[4]

2018年
- 5月9日、5月16日 - 矢作穂香[5]
- 6月20日、6月27日 - 水谷果穂[6]
- 8月15日、8月22日 - 志田彩良[7]

2019年
- 3月6日、3月13日 - 小関裕太[8]
- 4月17日 - のり（オテンキ）[9]
- 10月16日、10月23日 - 山田杏奈[10]